# Anticriminologia
(Ernesto Ugo Savona)
L'anticriminologia si riferisce ad una serie di approcci che si oppongono alle teorie e alle pratiche della criminologia tradizionale.

## Descrizione
L'evoluzione della criminalità ha reso possibile evidenziare l'imperfetta conoscenza da parte degli studiosi sulla criminologia tradizionale, sulla scienza del diritto e dei suoi principi. In tal senso i giuristi, ma anche non pochi sociologi, reputano il solo apporto delle conoscenze attuali come insufficienti per garantire i bisogni di sicurezza di cui la società ha bisogno..
Bottomore ha rilevato che «il campo della criminologia è ampio e si sovrappone ad altri settori dello studio sociologico» e che «non si interessa soltanto al sistema penale ed allo sviluppo, ma anche al carattere della legislazione, al processo giudiziario ed alle influenze sociali su di esso, e all'amministrazione della giustizia che comporta problemi di sanzione che sono anche oggetto di studio per la criminologia e per la filosofia morale».
Le sanzioni giuridiche, nel loro complesso, costituiscono l'espressione più tipica dell'essenza di quel controllo sociale che la sociologia considera come uno dei suoi settori di studio: ripercorrendo — come approccio per nuove scoperte scientifiche — un terreno della speculazione intellettuale, già lungamente e proficuamente esplorato, dalle scienze umanistiche in generale e dalla scienza del diritto in particolare.
Gli accenni ai problemi di sanzione, che sono anche problemi di filosofia morale e di filosofia sociale, esprimono esigenze di ordine sociale, che sono alla base dei diritti di genere e del diritto penale in specie, come esigenze razionali del concreto e naturale ordinamento delle società umane, alla stregua di valori morali e sociali tradotti in valori giuridici. 
In altri termini, ciò che distingue gli anti-criminologi propriamente detti dai criminologi è la tesi fondamentale per cui i fatti sociali vanno analizzati come fatti obiettivi, nel loro sviluppo fenomenologico, induttivamente accertato, prescindendo dai valori e dai presupposti etici, di cui possono essere latori. La società acquista, così, il significato di un complesso di relazioni e di rapporti umani pluridimensionali che vanno esplorati, registrati ed interpretati secondo le tecniche ed il metodo dell'indagine scientifica.
Sui concetti di repressione e prevenzione, il diritto si pone come un sistema di precetti che sono insieme preventivi e repressivi: ogni precetto giuridico, sia che prescriva o che vieti un determinato comportamento umano, ha lo scopo di prevenire comportamenti diversi, socialmente lesivi (per es., norme intese a prevenire infortuni sul lavoro, disastri, danni agli uomini nel campo della circolazione stradale ed in tanti altri campi delle innumerevoli attività umane).
Nel momento in cui, poi, questi comportamenti lesivi si avverino, compete allo Stato di diritto ristabilire mediante adeguate politiche, l'ordine sociale vulnerabile sia in modo diretto, con restituzioni, risarcimenti esecuzioni coattive in forma specifica sia in modo indiretto con la previsione di pene che disincentivino la recidiva, che prevengano l'omertà e che operino come esempio per indurre i consociati a mantenere soltanto comportamenti leciti: trattasi, in definitiva della estensione alla scienza sociologica del noto concetto giuridico della difesa sociale.
Se è vero che «il problema della politica criminale è quello non della estinzione ma di un costante impegno di contenimento della criminalità» col ricorso anche alla prevenzione speciale della pena come strumento irrinunciabile di controllo sociale, è pur vero che questa deve essere sempre subordinata, al “primato” della prevenzione generale affinché sia ben chiaro, che una politica sociale preventiva è pur sempre la migliore politica criminale e che la pena è l'extrema ratio della politica sociale.
Pur contestando una derivazione dell'anti-criminologia e dalla criminologia, non si può negare alla criminalità «il significato di violazione di una norma giuridica, con tutte le conseguenze che possono derivare da una tale affermazione» così precisando il concetto «se la sociologia giuridica può indicare alla sociologia criminale le cause sociali che determinano il contenuto dei precetti e quindi le condizioni speciali della norma, la seconda offre i risultati ricerche più strettamente sperimentali che potranno aver saggiato l'effettiva validità dei precetti giuridico-penali», risultando così utili i frequenti rapporti tra queste due discipline al fine di coordinare gli aspetti sociologici con le caratteristiche generale del diritto penale, delle sue strutture e della sua dinamiche».
Dunque, non sembra sbagliato affermare che la criminologia generale, come dottrina della società e dei valori sociali, non può essere che una scienza penale poiché studia i comportamenti umani più dannosi o più pericolosi per la società, fissando valori giuridici ai fini della repressione ed ancor più della prevenzione di quei comportamenti.
Secondo Ranieri, è il caso di contrapporre alla concezione della criminologia come studio psicologico del crimine, della devianza e delle loro cause, una concezione rivoluzionaria, nell'ambito delle altre discipline che si occupano del problema, che si possono considerare nei tre aspetti seguenti: 
1. di scienza dell'ordinamento giuridico penale (giurisprudenza: diritto in senso proprio);
2. di scienza del fenomeno psicologico della delinquenza (fenomenologia; antropologia, sociologia, psicologia penitenziaria, ecc..);
3. di arte dell'adeguatezza del mezzo allo scopo (sociologia dell'organizzazione, scienza politica penale, ecc.).

Inoltre, dallo studio del Ranieri emerge un'ipotesi di soluzione di un problema di contenuti e di rapporti tra la criminologia applicata, propriamente detta, ed altri settori di studio, come la pedagogia e la dietrologia che si aggrappano e si unificano in quel più complesso campo scientifico che va sotto il nome di anti-criminologia..
Il Mantovani rileva che il diritto penale e la criminologia «appartengono alla categoria delle scienze criminali, nelle quali confluiscono discipline autonome, ma aventi come comune oggetto di interesse il crimine», reputa inoltre la criminologia come disciplina avente ad «oggetto del proprio studio, in tutti i suoi aspetti, l'essere umano che entra in conflitto con la società: dai processi di criminalizzazione alla definizione di criminalità, dalle cause della criminalità ai sistemi di controllo sociale della medesima, dalla devianza criminale alla devianza non criminale» e la distingue in: “criminologia critica” e “criminologia eziologica” che a suo dire «pur con gli squilibri ed unilateralità degli approcci mono-fattoriali» abbraccerebbe l'antropologia criminale, che studia la criminalità come fenomeno individuale, la “sociologia criminale”, che studia la criminalità come fenomeno sociale ed infine la “criminologia clinica” «che rappresenta il settore pragmatico applicativo delle conoscenze teoriche della criminologia generale sui casi individuali a scopo di diagnosi, di prognosi, e di trattamento del singolo delinquente».

## Prospettive sull'anticriminologia
Il risultato dell'analisi criminale, come quelli delle altre scienze criminologiche, partecipando ai programmi di politica criminale, non interessa soltanto il legislatore, ma anche il semplice cittadino per l'interpretazione precisa e per l'equa applicazione della norma.
L'attuale criminologia si occupa, quindi, anche di quelle particolari forme di partecipazione che la recente dottrina criminalistica, sotto l'impulso della moderna sociologia, in specie di quella americana, comprende, insieme con altre manifestazioni delittuose, sotto il titolo di “nuova criminalità” .
In futuro, se il diritto penale cambia volto, e così anche il processo penale, inteso emblematicamente come strumento di affermazione e realizzazione della legge penale, anche la criminologia a sua volta cambia volto e non può non adeguarsi alle esigenze socio-economiche ed etico-sociali.